# Primer Gobierno Hermoso
El Primer Gobierno Hermoso es la composición del gobierno de las Islas Canarias desde el 12 de abril de 1993, hasta el 19 de julio de 1995 durante la III legislatura del Parlamento de Canarias. Estuvo presidido por Manuel Hermoso.

## Historia
Las Elecciones al Parlamento de Canarias de 1991 se celebraron el 26 de mayo. El PSOE es de nuevo el partido más votado, y fue nombrado presidente su candidato, Jerónimo Saavedra, merced a un pacto con las AIC.
Aun así, en 1993 Manuel Hermoso, de las AIC y vicepresidente del Gobierno hasta ese momento, presentó una moción de censura contra su propio gobierno, que ganó, formándose un nuevo gobierno autonómico de AIC, CDS - CCI e ICAN,  con apoyo en el Parlamento de Asamblea Majorera y Agrupación Herreña Independiente. Este pacto sería el antecesor de la fundación de Coalición Canaria. Desde entonces y hasta el final de la legislatura Manuel Hermoso ejerció como presidente de Canarias. La composición del Primer Gobierno Hermoso comenzó el 12 de abril de 1993.
El gobierno estuvo formado por 10 consejerías en total y 1 vicepresidencia.

## Composición
| Función                                       | Titular                                                       | Titular                                           | Partido |
| --------------------------------------------- | ------------------------------------------------------------- | ------------------------------------------------- | ------- |
| Presidente del Gobierno                       |                                                               | Manuel Antonio Hermoso Rojas                      | AIC     |
| Vicepresidente                                |                                                               | José Mendoza Cabrera                              | ICAN    |
| Consejero de Educación, Cultura y Deportes    |                                                               | José Mendoza Cabrera                              | ICAN    |
| Consejero de Agricultura y Alimentación       |                                                               | Antonio Ángel Castro Cordobez                     | AIC     |
| Consejero de Economía y Hacienda              |                                                               | José Miguel González Hernández                    | AIC     |
| Consejero de Industria y Comercio             |                                                               | José Vicente León Fernández                       | CCI     |
| Consejero de Obras Públicas, Vivienda y Aguas |                                                               | Ildefonso Chacón Negrín (Hasta el 24/09/1993)     | AIC     |
| Consejero de Obras Públicas, Vivienda y Aguas | José Miguel González Hernández (Interino)                     | AIC                                               |         |
| Consejero de Obras Públicas, Vivienda y Aguas | Diego Torres Mateos (Desde el 06/10/1993 hasta el 17/03/1994) | AIC                                               |         |
| Consejero de Obras Públicas, Vivienda y Aguas | Rodolfo José Núñez Ruano (Desde el 17/03/1994)                | AIC                                               |         |
| Consejero de Pesca y Transporte               |                                                               | Juan Carlos Becerra Robayna (Hasta el 23/09/1993) | AIC     |
| Consejero de Pesca y Transporte               | Felipe Perdomo Torres (Desde el 23/09/1993)                   | AIC                                               |         |
| Consejero de Política Territorial             |                                                               | Fernando Redondo Rodríguez                        | ICAN    |
| Consejero de Presidencia y Turismo            |                                                               | Miguel Zerolo Aguilar                             | AIC     |
| Consejero de Sanidad y Asuntos Sociales       |                                                               | Julio Bonis Álvarez                               | CCI     |
| Consejero de Trabajo y Función Pública        |                                                               | Francisco José Rodríguez-Batllori Sánchez         | CCI     |